# Plocaederus pactor
Plocaederus pactor  (лат.) — вид жуков-усачей из подсемейства собственно усачей. Распространён в Аргентине, Бразилии, Парагвае и Уругвае.